# Абдыгапаров, Даулет Абдыхалилович
Дауле́т Абдыхали́лович Абдыгапа́ров (каз. Дәулет Әбдіғапаров; род. 27 марта 1972, с. Амангельды, Джамбулский район, Джамбульская область) — казахский и российский актёр.

## Биография
Даулет Абдыгапаров родился 27 марта 1972 года в селе Амангельды. С детства любил рыбалку и охоту. В юности занимался боксом, в 16 лет увлёкся парашютным спортом.
С детства мечтал стать актёром, в школе участвовал в театрализованных представлениях.
После восьмого класса вместе с матерью переехал в Джамбул и, не найдя учебного заведения с актёрским отделением, поступил в профтехучилище, где обучался на автокрановщика. Во время учёбы три года посещал театр-студию «Рампа». По окончании профтехучилища работал по специальности.
Получив в 1997 году работу в службе охраны одной фирмы в Алма-Ате, перевёз туда семью. Работал телохранителем.
Окончил Кыргызский государственный институт искусств им. Б. Бейшеналиевой (курс Чалабаева Егенберды).
Работал в ТЮЗе им. Г. Мусрепова.
В 2011 году принимал участие в озвучивании мультфильма «Тачки 2» производства Disney/Pixar на казахском языке. Голосовые пробы артистов, которым предстояло озвучить пятёрку главных персонажей, утверждались в Лос-Анджелесе.
В 2012 году Абдыгапаров снялся в фильме режиссёра Глеба Орлова «Поддубный».

### Семья
Брат — Улугбек.
Жена (с мая 1993) — Асель (род. 1977, Кордай), педагог;
- четверо детей:
  - старший сын Рамазан (род. 1994), окончил Республиканский эстрадно-цирковой колледж им. Ж. Елебекова в Алма-ате[1].
  - дочь Жансая — кондитер, работает в сфере торговли[1][10][11].
  - сын — Байкал (род. 2006)[источник не указан 1186 дней]
  - сын — Омар (род. 2011[12])

## Творчество
Роли в театре
ТЮЗ им. Г. Мусрепова
- Глухонемой — «Ақан сері Ақтоқты» (режиссёр Ж. Хаджиев)
- КингКонг — «Әждаһаның әлегі» (режиссёр С.Карабалин)
- Вурм — «Коварство и любовь» (режиссёр Р. Виктюк)
- Кабан — «Наурыз думаны» (режиссёр М.Акманов).

Избранная фильмография
| Год       |     | Название                                                          | Роль                             |
| --------- | --- | ----------------------------------------------------------------- | -------------------------------- |
| 1998      | ф   | Волшебный спонсор                                                 | эпизод                           |
| 2005      | ф   | Кочевник                                                          | Приближённый хана Галдан Цэрэна  |
| 2006      | ф   | Меч Махамбета (Красная полынь)                                    | эпизод                           |
| 2006—2006 | с   | Застава                                                           | Доджон, телохранитель Надир-шаха |
| 2006      | ф   | Потерянный Рай                                                    | офицер НКВД                      |
| 2007      | ф   | Шу-Чу                                                             | глава племени кочевник           |
| 2007      | ф   | Книга Судьбы                                                      | следователь                      |
| 2007      | ф   | Человек-ветер                                                     | Мусатай                          |
| 2007      | ф   | Следователь                                                       | эпизод                           |
| 2008      | ф   | Баксы                                                             | здоровяк                         |
| 2008      | ф   | Мустафа Шокай                                                     | эпизод                           |
| 2008      | ф   | Заблудившийся                                                     | человек кредитора                |
| 2008—2008 | с   | Откройте дверь, я — счастье!                                      | «Дзюдо»                          |
| 2009      | ф   | Кто вы, господин Ка?                                              | бандит                           |
| 2009      | ф   | Кайрат — чемпион, или Девственник номер один                      | бандит-2                         |
| 2010      | кор | Трубадур                                                          | брат Талгат                      |
| 2010      | ф   | Ликвидатор                                                        | бандит Горилла                   |
| 2010      | ф   | V Центурия. В поисках зачарованных сокровищ                       | монгольский борец                |
| 2010      | ф   | Орда                                                              | сотник хана Джанибека            |
| 2010      | ф   | Два пистолета                                                     | Псих                             |
| 2011      | ф   | Книга легенд: Таинственный лес                                    | Мурат                            |
| 2011      | ф   | Небо моего детства                                                | Мамбетбай, дядя Нурсултана       |
| 2011      | ф   | Жаужурек мын бала                                                 | Кабанбай батыр                   |
| 2011      | ф   | Любовь в кредит                                                   | в эпизоде                        |
| 2011—2011 | с   | Алдар косе                                                        | палач                            |
| 2012—2012 | с   | Одноклассники (Казахстан)                                         | Жанат                            |
| 2013      | ф   | Корпорация Утилизация Хозяйственных отходов                       | Барыс Алашевич                   |
| 2013      | ф   | Марш-бросок 2: Особые обстоятельства                              | Рахимбой                         |
| 2013      | ф   | Алмаз в шоколаде                                                  | Якут                             |
| 2013      | тф  | Молоко, сметана, творог                                           | Жанат                            |
| 2013—2013 | с   | Морские дьяволы. Смерч. Судьбы : Пробуждение (Багира), фильм № 12 | Серж, секретарь Анри             |
| 2013—2013 | с   | Дикий 4                                                           | уборщик Курбатов                 |
| 2014—2014 | с   | Охотники за головами                                              | телохранитель Мусы               |
| 2014      | ф   | Скорый «Москва — Россия»                                          | хуторянин                        |
| 2014—2014 | с   | Чернобыль. Зона отчуждения                                        | таджик Рахим                     |
| 2014      | ф   | Поддубный                                                         | Кара Ахмед-паша (турок)          |
| 2014—2014 | с   | На глубине                                                        | Султунбек                        |
| 2014      | ф   | Дедушка моей мечты                                                | водитель лимузина                |
| 2014      | ф   | Орлеан                                                            | массажист                        |
| 2014—2014 | с   | Марко-Поло                                                        | Mongol Chieftain                 |
| 2014      | ф   | Счастье мира                                                      | Гена                             |
| 2016      | ф   | 16 қыз (фильм)(комедия)(Казахстан)                                | покупатель машины                |
| 2016—2017 | с   | Ольга                                                             | таджик Баходыр                   |
| 2017—2019 | с   | Адаптация                                                         | Ябко жених Сатане, сын шамана    |
| 2017      | ф   | Легенда о Коловрате                                               | Субэдэй                          |
| 2018      | с   | Золотая Орда                                                      | Тулай                            |
| 2018      | ф   | Тобол                                                             | Бату                             |
| 2019      | ф   | Захар Беркут                                                      | Кунг                             |
| 2024      | ф   | Золото Умальты                                                    | Салтан                           |

Видеоклипы
- Группа Бәйтерек «Сені іздеймін». Архивная копия от 6 апреля 2017 на Wayback Machine
- Ерден Жаксыбеков «Өмір-көктем»(OST к фильму"Любовь в кредит"). Архивная копия от 5 апреля 2017 на Wayback Machine
- Акбота Керимбекова (каз. Ақбота Керімбекова) «Жүрек сыры» Архивная копия от 19 декабря 2019 на Wayback Machine
- Ахан Отыншиев «Шудың бойында» Архивная копия от 6 апреля 2017 на Wayback Machine